# Кросби, Флойд
Флойд Кросби (англ. Floyd Crosby; 12 декабря 1899, Западная Филадельфия, Пенсильвания — 30 сентября 1985, Охай, Калифорния) — американский кинооператор.

## Биография
Кросби родился и вырос в Западной Филадельфии, в семье Джулии Флойд и Фредерика Ван Шунгофена Кросби. В 1930 году он женился на Элиф Ван Кортленд Уайтхед и имел двух детей: Дэвида Кросби, лидера группы «The Byrds», и Этан Кросби (1937—1997).
За время своей карьеры, Флойд Кросби работал над 106 полнометражными фильмами. В 1931 году он получил премию «Оскар» за лучшую операторскую работу над фильмом «Табу». Он также был награждённым премией Золотой глобус за фильм «Ровно в полдень» (1952), который считается лучшей его работой.
Кросби служил оператором авиационного корпуса армии США, где снимал учебные фильмы во время Второй мировой войны. Он оставил авиакорпус в 1946 году.
Кросби развелся с женой в 1960 году, и женился на Бетти Кормак Эндрюс в том же году. Он вышел в отставку в 1972 году и поселился в городе Охай, штат Калифорния, где и умер в 1985 году.

## Избранная фильмография
- 1931 — Табу / Tabu
- 1952 — Ровно в полдень / High Noon
- 1953 — Мужчина в темноте / Man in the Dark
- 1955 — Женщина из племени апачей / Apache Woman
- 1955 — Оклахома! / Oklahoma!
- 1955 — Кафе на 101-й улице / Shack Out on 101
- 1958 — Плачущий убийца  / The Cry Baby Killer
- 1961 — Колодец и маятник / The Pit and the Pendulum
- 1963 — Заколдованный замок / The Haunted Palace
- 1964 — Салах Шабати / סאלח שבתי
- 1965 — Сержант Мертвая Голова / Sergeant Deadhead
- 1965 — Как справиться с диким бикини / How to Stuff a Wild Bikini
- 1965 — Пляжный бинго / Beach Blanket Bingo